# Бруслина широколиста
Бруслина широколиста (Euonymus latifolius) — вид квіткових рослин родини бобових (Fabaceae).

## Біоморфологічна характеристика

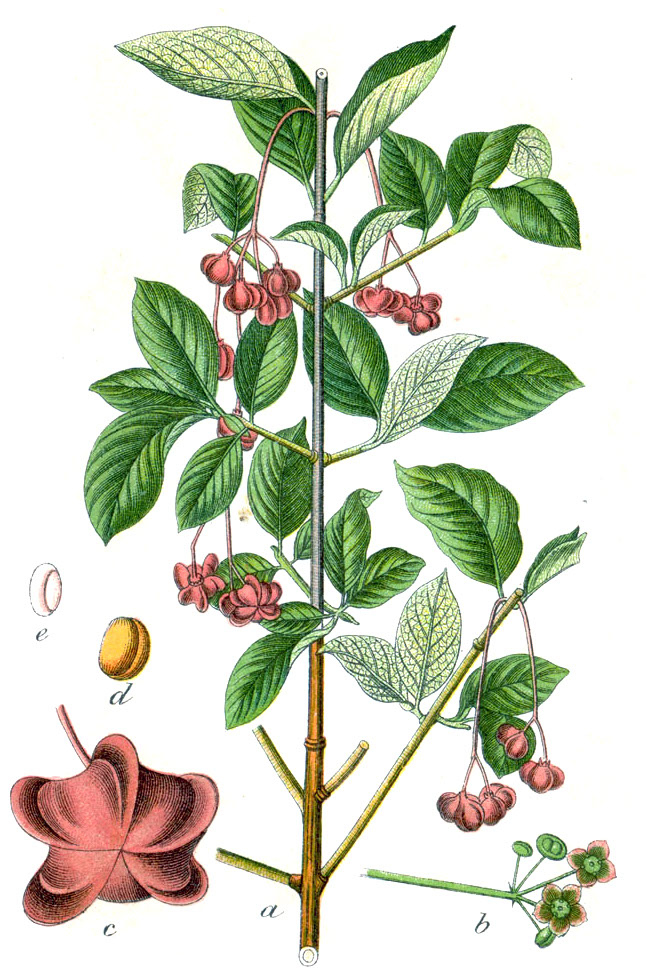

Це голий листопадний кущ чи невелике дерево 2–3, іноді до 6 метрів заввишки. Кора темно-сіра, дрібно борозенчаста, іноді блискуча. Молоді гілочки субчотиригранні чи циліндричні, зазвичай гладкі, злегка зеленуваті чи зеленувато-жовті. Листки від еліптичних до обернено-яйцеподібних, голі, часто загострені, дуже тонко-пилчасті, тьмяно-зелені з обох сторін, з нижньої сторони жовтуватим жилкуванням, 6.5–15 см завдовжки й (3.5)4.5–7 см ушир; листкова ніжка 6–10 мм. Суцвіття 5–15 квіткове. Квітки 5–7.5 мм у діаметрі, 5–4-членні, зеленуваті й блідо-пурпурові. Тичинок 5–4, коротші за чашолистки. Плід (коробочка) ширококрилий, підвісний, майже кулястий, з 5 (рідше 4) частками. Насіння від яйцюватого до еліпсоїдного, коричневе й блискуче на поверхні, 5.5–6.5 × 4–4.5 мм, вкрите помаранчевим арилом. 2n=64.

## Поширення
Росте у Європі (Албанія, Австрія, Боснія і Герцеговина, Болгарія, Хорватія, Франція, Німеччина, Греція, Італія, Чорногорія, Північна Македонія, Румунія, Росія, Словенія, Іспанія, Швейцарія, Україна), північно-західній Африці (Марокко, Алжир), на заході Азії (Вірменія, Азербайджан, Грузія, Іран, Туреччина (у т. ч. Туреччина в Європі)). Зустрічається на схилах пагорбів у чагарниках, серед папоротника та на лісистих скелях. Найчастіше зустрічається на вапняних ґрунтах.
В Україні вид росте у лісах, особливо букових, у балках — у гірському Криму, звичайний; розводиться також у садах і парках.

## Використання
Рослина забезпечує гарну якість деревини та є потенційним комерційним джерелом латексу для помірної зони. Іноді його вирощують як декоративну рослину; має привабливе осіннє листя.